# Уилмингтън (Върмонт)
Уилмингтън (на английски: Wilmington) е град в североизточната част на Съединените американски щати, част от окръг Уиндъм на щата Върмонт. Населението му е около 1900 души (2010).
Разположен е на 477 метра надморска височина в подножието на Грийн Маунтънс, на 80 километра източно от Олбани и на 87 километра северно от Спрингфийлд. Селището е основано през 1715 година и е наречено на английския политик Спенсър Уилмингтън.

## Известни личности
Родени в Уилмингтън
- Хърбърт Дейвънпорт (1861 – 1931), икономист